# Тяга к подбородку
Тяга к подбородку — базовое упражнения для тренировки дельтовидных мышц (главным образом средней головки). В упражнении также участвует трапециевидные мышцы.

## Выполнение упражнения
Упражнение может выполняться с гантелью (либо двумя гантелями одновременно), со штангой, с блином от штанги, на нижнем блоке, с эспандером или в машине Смита. 
1. Занять исходное положение тела: стоя
2. Занять исходное положение взять гриф штанги хватом сверху (хват немного уже ширины плеч) и станьте прямо.
3. Разводя локти, потяните их вертикально вверх.
4. Достигнув верхнюю точку, выдохните, плавно опустите штангу в исходное положение.

Ширина хвата в этом упражнении играет большое значение. Широкий хват смещает нагрузку на среднюю и переднюю дельтовидные мышцы, узкий - на трапециевидные мышцы. Большая нагрузка при узком хвате также ложится на лучезапястные суставы и мышцы предплечий.  

## Безопасность
Нежелательно выполнять упражнение не размявшись. При выполнении не рекомендуется раскачивать штангу, или делать его рывками, поскольку это изменяет нагрузку на мышцы и чревато травмами. Если спина и брюшные мышцы слабые, то для предотвращения травм позвоночника атлетами используется атлетический пояс и другая экипировка. Слишком большой вес может вызвать нарушения техники и повысить риск травм, нежелательны форсированные и негативные повторения, а также читинг ввиду сложности упражнения. 
Тяга штанги к подбородку является довольно опасным упражнением для плеч и само по себе. Обусловлено это биомеханикой выполнения движения. При вертикальном перемещении штанги вверх возникает субакромиальный синдром (ущемление сухожилий ротаторной манжеты плеча). Причина этого — давление лопатки на капсулу плечевого сустава при подъёме руки вверх. Поэтому, силовой стиль выполнения этого упражнения со средним (7-9 повторений в подходе) является потенциально опасным, оптимальный вариант - выполнение движения с большим (12-15) числом повторений. Заменить тягу к подбородку можно иными упражнениями для плеч, в том числе, махами с гантелями одной рукой в наклоне, держась рукой за опору. В плане развития среднего пучка дельтовидных мышц, такие махи более эффективны и менее опасны для ротаторной манжеты плеча.